# Article 20 de la Constitution belge
L'article 20 de la Constitution de la Belgique fait partie du titre II Des Belges et de leurs droits. Il garantit la liberté de participer ou de ne pas participer aux cultes, et d'en observer ou pas les jours de repos.

## Texte de l'article actuel
« Nul ne peut être contraint de concourir d'une manière quelconque aux actes et aux cérémonies d'un culte, ni d'en observer les jours de repos . »